# Folkevennen (Norge)
|  | For det danske tidsskrift af samme navn se Folkevennen |
Folkevennen var et norsk tidsskrift som udkom i årene 1852–1900. Tidsskriftet var organ for Folkeopplysningsselskapet.

## Redaktører
- 1852–1857 Ole Vig
- 1857–1866 Eilert Sundt
- 1868–1897 Hartvig Lassen
- 1897–1900 Jens Raabe